# Philadelphia Ramblers
I Philadelphia Ramblers sono stati una squadra di hockey su ghiaccio dell'American Hockey League con sede nella città di Filadelfia, nello stato della Pennsylvania. Nacquero nel 1935 e si sciolsero nel 1942, dopo aver vinto nel 1936 l'ultima edizione della Can-Am League.

## Storia
Dal 1927 al 1935 i Ramblers giocarono nella Canadian-American Hockey League con il nome di Philadelphia Arrows. La formazione assunse il nome Ramblers in occasione della stagione 1935-36, conclusa con la conquista del titolo contro i Providence Reds. Quello stesso anno la Canadian American Hockey League si fuse con l'International Hockey League per formare l'International-American Hockey League, nota dal 1940 solo come American Hockey League.
Dal 1935 al 1941 i Ramblers furono il principale farm team dei New York Rangers, franchigia della National Hockey League, e giunsero per due volte alla finale della Calder Cup. Durante la stagione 1941-42 cambiarono in proprio nome in Philadelphia Rockets, quella che risultò poi essere l'ultima stagione nella storia della formazione.
Quattro anni più tardi l'AHL ritornò a Philadelphia grazie a un'altra formazione chiamata Philadelphia Rockets.

### Affiliazioni
Nel corso della loro storia i Philadelphia Ramblers sono stati affiliati alle seguenti franchigie della National Hockey League:
- New York Rangers: (1935-1941)

## Record stagione per stagione
| Stagione                     | Division | Gare | V  | S  | P | Punti | GF  | GS  | Piazzamento | Play-off                                                           |
| ---------------------------- | -------- | ---- | -- | -- | - | ----- | --- | --- | ----------- | ------------------------------------------------------------------ |
| Philadelphia Ramblers (CAHL) |          |      |    |    |   |       |     |     |             |                                                                    |
| 1935-36                      | CAHL     | 48   | 27 | 18 | 3 | 57    | 151 | 106 | 1°          | vince finale (Providence) 3-1                                      |
| Philadelphia Ramblers (AHL)  |          |      |    |    |   |       |     |     |             |                                                                    |
| 1936-37                      | East     | 48   | 26 | 14 | 8 | 60    | 149 | 106 | 1°          | vince semifinali (Springfield) 2-0 perde Calder Cup (Syracuse) 1-3 |
| 1937-38                      | East     | 48   | 26 | 18 | 4 | 56    | 134 | 108 | 2°          | vince 1º turno (New Haven) 2-0 perde semifinali (Providence) 1-2   |
| 1938-39                      | East     | 54   | 32 | 17 | 5 | 69    | 214 | 161 | 1°          | vince semifinali (Hershey) 3-2 perde Calder Cup (Cleveland) 1-3    |
| 1939-40                      | East     | 54   | 15 | 31 | 8 | 38    | 133 | 170 | 4°          |                                                                    |
| 1940-41                      | East     | 56   | 25 | 25 | 6 | 56    | 166 | 167 | 4°          |                                                                    |
| Philadelphia Rockets         |          |      |    |    |   |       |     |     |             |                                                                    |
| 1941-42                      | East     | 56   | 11 | 41 | 4 | 26    | 157 | 254 | 5°          |                                                                    |

## Record della franchigia

### Carriera
Gol: 72  Lude Wareing
Assist: 89  Lloyd Roubell
Punti: 150  Lude Wareing
Minuti di penalità: 132  Hugh Gustafson
Partite giocate: 202  Lude Wareing

## Palmarès

### Premi di squadra
- Canadian-American Hockey League: 1

1935-1936